# Desmiostoma monotonum
Desmiostoma monotonum är en stekelart som först beskrevs av Fischer 1962.  Desmiostoma monotonum ingår i släktet Desmiostoma och familjen bracksteklar. Inga underarter finns listade i Catalogue of Life.